# السيانيد الساطع
بريق السيانيد أو السيانيد الساطع أو الاحتفال الأخير (بالإنجليزية: Sparkling Cyanide) هي رواية تحقيق من إنشاء وتأليف الكاتبة الإنجليزية أجاثا كريستي وقد نُشِرَت لأول مرة في فبراير 1945.
قام الاديب الراحل عمر عبد العزيز أمين بترجمة الرواية تحت عنوان «الكاس الأخيرة» ونشرت من دار ميوزيك للطبع والنشر. وتحمل الرواية الرقم (74) ضمن السلسلة.

## نبذة
تحكي الرواية عن ستة أشخاص كانوا يلتفون حول مائدة تسع لسبعة أفراد. وأمام المكان الخالي كان هناك فرع من نبات إكليل الجبل الذي يخلد ذكرى روزماري التي لم ينساها أحد منذ تلك الليلة، التي مضى عليها عام كامل، حينما توفيت روزماري بارتون – ذات الوجه الصبوح الذي تغيرت معالمه تماماً بسبب التشنجات الناتجة عن الألم والرعب – على نفس المائدة. ولكن منذ ذلك الحين أصبحت ذكرى روزماري عالقة في أذهان الجميع لا تبارحها أبداً – لقد كان بوسعها إثارة عاطفة قوية في نفوس معظم من قابلتهم. وفي إحدى الحالات كانت تلك العاطفة قوية بالقدر الذي يدفع أحدهم للقتل.

## الشخصيات
روزماري بارتون: زوجة جورج بارتون التي ورثت ثروة أحد أعمامها. قُتلت قبل عام من أحداث هذه القصة.
جورج بارتون: زوج روزماري الذي يرتّب لعشاء بعد عام من وفاة زوجته، ويُقتل في عشاء الذكرى السنوية.
الكولونيل ريس: محقق وصديق جورج بارتون.
آيرس مارل: شقيقة روزماري الغنية حاليًا، والضحية المقصودة تاليًا في محاولة ثانية لدس السم في العشاء.
أنتوني بروان: حبيب آيرس الذي يعمل على حلّ المحاولات العديدة لقتلها.
لوسيلا دريك: عمّة لوسيلا وآيرس التي سترث الثروة في حال وفاة آيرس قبل أن تتزوج أو بلوغها العشرين من العمر.
فيكتور دريك: ابن لوسيلا، شخص يحب كسب المال دون الحاجة للعمل.
روث ليسينغ: سكرتيرة جورج التي تقع في حب فيكتور، وتخطط وتقتل لكسب الثروة الموروثة عن طريق قتل جميع من في القائمة السابقة باستثناء فيكتور. لاحظ أن كريستي استخدمت جناسًا لفظيًا باختيارها لاسم هذه الأنثى المتآمرة عديمة الرحمة. (كلمة عديمة الرحمة بالإنجليزية تُلفظ روثليس).

## تطور أحداث القصة القصيرة والرواية والمقارنة بينهما
حبكة هذه الرواية هي امتداد لقصة قصيرة من بطولة هيركيول بوارو بعنوان «السوسن الأصفر» (بالإنجليزية: Yellow Iris)، والتي كانت قد نشرت سابقًا في العدد 559 من مجلة ستراند في يوليو 1937،  وبشكل كتاب ضمن المجموعة القصصية « لغز الزوارق وقصص أخرى» في الولايات المتحدة عام 1939.

في الرواية الكاملة، يلعب الكولونيل ريس شخصية المحقق الرئيس عوضًا عن بوارو، الذي كان له هذا الدور في القصة القصيرة. تستخدم الرواية الأحداث الأساسية للقصة القصيرة، بما في ذلك طريقة التسميم، ولكنها تغير هوية الجاني (الجناة) ـ وهذه ليست المرة الأولى التي أعادت فيها كريستي كتابة عملها.